# Коза Ностра (филм)
„Коза Ностра“ (на английски: The Family) е френско-американски филм от 2013 година, екшън комедия на режисьора Люк Бесон по негов сценарий в съавторство с Майкъл Калио, базиран на романа „Малавита“ (2004) от Тонино Бенакиста.
В центъра на сюжета е американско семейство от мафията, изпратено в малко френско градче по програма за защита на свидетелите, което трудно се вписва в местния живот и трябва да се справи с бившите си съучастници, попаднали на следите им. Главните роли се изпълняват от Робърт Де Ниро, Мишел Пфайфър, Даяна Егрън, Джон Д'Лио, Томи Лий Джоунс.